# Phil Upchurch
Phil Upchurch (Chicago, 19 juli 1941) is een Amerikaanse jazzgitarist en -basgitarist.

## Biografie
Phil Upchurch begon zijn muziekcarrière in r&b-bands zoals The Kool Gents, The Dells en The Spaniels. In 1961 formeerde hij een eigen band, waarmee hij het hitsucces You Can't Sit Down opnam, dat zich plaatste in de Amerikaanse hitlijst op positie 30. Tot de band behoorden toentertijd Cornell Muldrow (orgel), David 'Bubba' Brooks (saxofoon), Mac Johnson (trompet) en Joe Hoddrick (drums). In 1966 werkte hij mee aan de hommage What the World Needs Now aan Burt Bacharach van Stan Getz. Tijdens de jaren 1970 werkte Upchurch samen met de toetsenist Tennyson Stephens. Diens album Upchurch/Tennison verscheen bij CTI Records in 1975 en werd geproduceerd door Creed Taylor met arrangementen van Bob James. In 1974 werkte hij mee aan een van de laatste albums van Cannonball Adderley (Pyramid) voor diens dood. 
Upchurch werkte als gevraagd sessiemuzikant mee op albums van Bo Diddley, Muddy Waters, Jimmy Reed en Howlin' Wolf. Tijdens de jaren 1970 werkte hij vooral mee op verschillende fusionalbums van o.a. Grover Washington jr., George Benson (Breezin' , 1976) en The Crusaders. Tijdens de jaren 1980 en 1990 werkte hij samen met Joey DeFrancesco, Red Holloway, Chaka Khan, Booker T. Jones, Leroy Hutson, John Klemmer, Jack McDuff, Carmen McRae, John Pisano, David Sanborn, Jimmy Smith en Michael Jackson.
Upchurch kreeg in 1997 de Pioneer Award van de Rhythm and Blues Foundation.

## Discografie
- 1961: You Can't Sit Down (Boyd)
- 1961: You Can't Sit Down, Part Two (United Artists Records)
- 1961: Twist The Big Hit Dances (United Artists Records)
- 1968: Feeling Blue (Milestone)
- 1968: Upchurch (Cadet Concept)
- 1969: The Way I Feel (Cadet Concept)
- 1972: Darkness, Darkness (Blue Thumb Records)
- 1973: Lovin' Feelin'  (Blue Thumb Records)
- 1975: Upchurch Tennyson (Kudu Records)
- 1978: Phil Upchurch
- 1982: Revelation (Jam)
- 1983: Name Of The Game (Jam met Marlena Shaw)
- 1985: Companions (Paladin)
- 1986: L.A. Jazz Quintet (Pro Arte)
- 1991: All I Want (Ichiban)
- 1995: Love Is Strange (Go Jazz Records met Chaka Khan, Mavis Staples, Ben Sidran en Bob Malach)
- 1997: Whatever Happened to the Blues? (Ridgetop/Bean)
- 1999: Rhapsody & Blues (Go Jazz Records)
- 2001: Tell the Truth! (Evidence Records)